# Tijgerbeertje
Het tijgerbeertje (Setina irrorella) is een nachtvlinder uit de familie van de spinneruilen (Erebidae) en de onderfamilie van de beervlinders (Arctiinae). 
De voorvleugellengte bedraagt tussen de 11 en 18 millimeter. De soort komt verspreid over het Europa en Noord-Azië voor. Hij overwintert als rups.

## Waardplanten
Het tijgerbeertje heeft als waardplanten korstmossen.

## Voorkomen in Nederland en België
Het tijgerbeertje is in Nederland een zeer zeldzame soort die mogelijk is uitgestorven. Vroeger kwam de soort voor in Limburg en Noord-Brabant. Ook in België is de soort zeer zeldzaam. De vlinder kent één generatie die vliegt van halverwege mei tot en met juli.